# Галерија грбова Боливије
Галерија грбова Боливије обухвата актуелни грб Боливије, њене историјске грбове, као и грбове боливијских департмана.

## Актуелни грб Боливије
- Грб Боливије

## Историјски  грбови  Боливије
- Грб Боливије 1825. год.
- Грб Боливије 1826
- Грб Боливије 1888. год.

## Грбови боливијских департмана
- Грб Бени (департман)
- Грб Кочабамба (департман)
- Грб Ла Паз (департман)
- Грб  Оруро (департман)
- Грб Пандо (департман)
- Грб Потоси (департман)
- Грб Санта Круз (департман)
- Грб Тариха (департман)